# Hype
Een hype is een verschijnsel dat tijdelijk bovenmatige media-aandacht krijgt en daardoor belangrijker lijkt dan het in werkelijkheid is. Het gevolg van een zichzelf versterkende mechanisme kan zijn dat iets dat zich als een ogenschijnlijk verwaarloosbare kleinigheid voordoet, uitgroeit tot een werkelijk belangwekkend verschijnsel.
Wanneer een verschijnsel in een korte periode mateloos populair is geworden, en ontstaan is zonder exceptionele media-aandacht, wordt dit een rage genoemd. Het creëren van een hype wordt wel hypen genoemd. "Hype" is een Engels woord afgeleid van het Griekse hyper = "boven".
Hypes worden ofwel bewust in gang gezet en hebben dan het karakter van een reclamestunt, of ze ontstaan spontaan door elkaar versterkende drijfveren van enerzijds de consumenten en anderzijds de producenten van nieuws: nieuwsconsumenten hebben de neiging om iets als belangrijk te beschouwen wanneer nieuwsproducenten er aandacht aan besteden, waarna nieuwsproducenten er veelal toe overgaan om meer over het verschijnsel te berichten omdat nieuwsconsumenten het kennelijk als belangrijk beschouwen.

## Voorbeelden
In de eerste maanden van 2022 was er veel berichtgeving over needle spiking. In menigten, veelal dansfeesten, zouden mensen gedrogeerd zijn door een (stiekeme) prik met een naald. Ondanks talrijke slachtofferverklaringen werd in geen enkel geval hard bewijs geleverd. Ook de berichtgeving over komkommerdieren heeft vaak kenmerken van een hype.

## Citaat
Tweede Kamer-voorzitter Frans Weisglas (VVD) in een interview in januari 2005: "We moeten er geen hype van maken alles wat wij doen een hype te noemen".